# 三藏
三藏，佛教術語，佛教經典的分類法，即經、律、論三種類別的佛典，包含：經藏、律藏、論藏，三者合稱三藏，或分为十二类的佛語，亦稱為十二分教，即契經、應頌、記別、諷頌、自說、因緣、譬喻、本事、本生、方廣、稀有、論議。
佛家高僧精通經、律、論三藏者，稱為三藏法師或三藏持者；精通經藏（各種經文）者，稱為經師；精通律藏者（講戒律），稱為律師，精通論藏（明示教法）者，稱為論師。

## 詞源
梵文tri-和巴利文ti-意義爲“三”，和英文three同源。piṭaka義爲“籃、篋”，指載著經文的籃子。合稱即比喻三種經文，即經、律、論。

## 歷史由來
释迦牟尼（世尊）般涅槃之後，弟子為能維持佛陀所傳的教理，由上座長老摩訶迦葉主導，選拔五百位阿羅漢代表，於王舍城外的七葉窟召開佛典的編集大會，稱為“第一結集”或“五百結集”。

## 經藏
契經，內容是釋迦牟尼所傳教義，由阿難誦出，經大會認可確立。《阿含經》即為經藏，《阿含經》有四大部，即長阿含、中阿含、雜阿含、增一阿含，又稱四阿含，要旨為一切有為法無常、一切有漏法是苦、一切法空無我，是初期佛教之研究資料，尤以《雜阿含經》代表了釋尊在世時期的佛法實態。《雜藏》為四阿含的補遺，如法句、出曜、本事、生經、五百弟子本起經等，涵蓋了法義偈頌、菩薩本生、本起因緣等內容。
在巴利聖典中，經藏稱為尼柯耶共分五部，長部、中部、相應部、增支部、小部。
大乘佛教的經藏除阿含經外，還包括諸多列入般若部、寶積部、大集部、華嚴部、涅槃部的大乘經，以及五大部外的大乘經（如：法華、維摩、深密、楞伽、彌陀、金光明等），宣揚菩提心、摩訶般若波羅蜜（空性）、人無我和法無我、法性平等、真如、佛性、一佛乘、三身、十方諸佛、法性生身菩薩、淨土、陀羅尼、真言等內容。

## 律藏
即毘奈耶，內容是僧團生活的規則，佛陀入滅後，五百弟子在王舍城七葉窟舉行結集，由持戒的優波離背誦戒律，經大會認可確立。
漢傳佛教在唐代以前奉行《四分律》（法藏部律）、《十誦律》（說一切有部律）或者《摩訶僧祇律》（大眾部律）這三種為主。後來，由於道宣律師等人的宣揚，判四分律為「分通大乘」，唐代以後研習《四分律》成為主流，世稱南山律學或四分律宗。
南傳佛教（上座部佛教）奉行《上座部律》（僧伽羅國的上座部律，即赤銅鍱部律）。藏傳佛教奉行《根本說一切有部律》（摩偷羅國的說一切有部律）。
大乘佛教所奉行的菩薩戒，其有關規定分散在大乘佛教的經、論之中，主要是依照《瑜伽師地論》的《菩薩地·戒品》、《梵網菩薩戒經》、《虛空藏菩薩經》等制定。

## 論藏
論藏又稱阿毘達磨藏，諸阿毘達磨論書的集成。佛陀在世時已有「阿毘達磨」（梵語：abhidharma）這種解釋、分別經藏的分析方法，用來抉擇明辨、分別勝義。又用「本母」（梵語：mātŗkā）標出名目作釋。另外又出現「優波提舍」（梵語：upadeśa）對佛陀所說契經，加以注解、衍義。這些體裁後來發展為佛教各部派的論藏。
| 赤銅鍱部論藏，分為七部： - 《法集論》（Dhamma-saṅganī） - 《分別論》（Vibhaṅga） - 《界論》（Dhātu-kathā） - 《人施設論》（Puggala-paññatti） - 《論事》（Kathā-vatthu） - 《雙論》（Yamaka） - 《發趣論》（Paṭṭhāna） | 說一切有部論藏，分為七部： - 《法蘊論》（Dharma-skandha） - 《集異門論》（Saṃgīti-paryāya） - 《施設論》（Prajñapti） - 《識身論》（Vijñānakāya） - 《品類論》（Prakaraṇa） - 《界身論》（Dhātukāya） - 《發智論》（Jñāna-prasthāna） |

其他流傳下來的論藏還有法藏部的《舍利弗阿毘曇論》（Śāriputrābhidharma），以及傳說是大迦旃延於佛世造的《藏釋》（Petakopadesa）。另外，銅鍱部小部的《義釋》和《無礙解道》雖入經藏，其體裁屬於優波提舍、阿毘達磨。
由於論藏龐大又艱深難懂，後世論師為此著作許多「集大成」性質的著作，如：法救《雜心論》、訶梨跋摩《成實論》、世親《俱舍論》、覺音《清淨道論》。
大乘佛教闡述其教派觀點的重要論書包括龍樹《中論》、提婆《百論》與《四百論》、唯識學派《瑜伽師地論》、《大乘莊嚴經論》與《辯中邊論》、無著《攝大乘論》、世親《唯識二十論》與《唯識三十頌》、堅慧《寶性論》等等。《大乘阿毘達磨集論》是集解《瑜伽師地論》中阿毘達磨諸要項的論書。

## 五藏
除三藏之外，又有五藏的分法。
《三論玄義》記載，法藏部的經典，在三藏之外，又有菩薩藏及咒藏，合為五藏
大乘佛教晚期也發展出類似的分法，如《大乘理趣六波羅蜜多經》在三藏之外，又加上般若藏、陀羅尼藏，合稱五藏。